# Brava/E se domani
 Brava/E se domani è il 71° singolo di Mina, pubblicato a maggio 1965 su vinile a 45 giri dall'etichetta Ri-Fi.

## Il disco
Stampato a grande richiesta dopo la performance di Mina in Brava a Studio Uno nella sesta puntata del 20 marzo 1965.
Esaurita rapidamente la prima tiratura, è stato ristampato con la stessa copertina, sostituendo il lato B con Più di te.
Arrangiamenti, orchestra e direzione orchestrale: lato A Bruno Canfora, lato B Augusto Martelli.

## Brava
Puro divertissement costruito dal Maestro Canfora sulle straordinarie capacità vocali di Mina, che ne restituì un'esecuzione strabiliante, ancora oggi insuperato punto d'arrivo per molte cantanti.
La canzone è stata inserita nelle raccolte Mina & Gaber: un'ora con loro (ottobre 1965) e Mina Gold (1998).

### Successo e classifiche
Nonostante il pezzo sia stato pubblicato su due singoli, stranamente nessuno di essi ha ottenuto riscontri commerciali quantificati nelle classifiche delle vendite relative al 1965. Bisogna comunque ricordare il grandissimo successo del contemporaneo 45 giri Un anno d'amore/E se domani.

### Testo e musica
Senza quasi prendere fiato Mina scorre la melodia in alto e in basso in modo limpido e agile, usando completamente l'estensione della sua voce e pronunciando ad altissima velocità le parole di un testo (una specie di spartito per voce) che racconta ironicamente il gesto che la cantante sta compiendo.

### Video
Oltre al consueto filmato per il Carosello pubblicitario Barilla e a quello relativo l'esibizione a Studio Uno del 20 marzo 1965, contenuto nel DVD Gli anni Rai 1965-1966 Vol. 8, inserito in un cofanetto monografico di 10 volumi pubblicato da Rai Trade e GSU nel 2008.
Nel DVD Gli anni Rai 1966-1967 Vol. 7, estratto dall'ultima puntata di Studio Uno (25 giugno 1966), è presente un medley che comprende un frammento del brano. La stessa fantasia, in versione audio è contenuta anche nel CD I miei preferiti (Gli anni Rai), pubblicato nel 2014.
Altri due video della canzone si trovano in Gli anni Rai 1967-1968 Vol. 5 e sono registrazioni da:
- Su e giù, undicesima puntata del 18 aprile 1968 (frammento di circa un minuto)
- Senza rete (programma televisivo), terza puntata dell'11 luglio 1968 (brano completo, durata 1:56).

## E se domani
Versione identica a quella nel singolo Un anno d'amore/E se domani (novembre 1964), ma diversa da quella dell'album Mina (maggio 1964).

## Tracce
Lato A
1. Brava – 1:48 (Bruno Canfora; edizioni musicali Curci)

Lato B
1. E se domani – 3:04 (testo: Giorgio Calabrese – musica: Carlo Alberto Rossi; edizioni musicali C.A. Rossi)